# La Unión de Formosa
La Unión de Formosa es una institución deportiva situada en la ciudad de Formosa, Provincia de Formosa. Su principal deporte es el básquet, en el disputa la máxima categoría nacional, la Liga Nacional de Básquet.
Sus máximo logros son el subcampeonato en la Liga de las Américas 2012 y el subcampeonato nacional de 2016, posterior al campeonato de la conferencia norte en 2016.
Además, la institución tuvo un equipo profesional de vóley que disputó la máxima categoría nacional, la Liga Argentina de Voleibol.

## Historia
La Unión fue fundado el 5 de agosto de 2004 por iniciativa de Mario Romay, un reconocido baloncestista formoseño, impulsado por Carlos Delasoie, presidente de La Unión de Colón, Entre Ríos.

Yo jugaba en Regatas Corrientes y me contaba Carlos que quería vender la plaza. En febrero de 2004, le pregunté si seguía con la idea, después vine a Formosa, le pedí una reunión al gobernador, habré estado hablando media hora de esta posibilidad y le gustaba la idea.
Carlos me vuelve a llamar diciendo que estaba tomada la decisión y que quería hacerlo. Yo tenía la posibilidad de renovar en Regatas y jugar la A, a lo que el gobernador me dijo que lo íbamos a hacer pero que sería bueno que yo vuelva, que si no volvía todavía no lo hacíamos. Así que tomé la decisión de armar el proyecto en Formosa con todo el apoyo del gobierno pero principalmente con el apoyo personal de Gildo Insfrán.
Mario Romay, exjugador y principal actor en la creación de La Unión.

A mediados de 2004 Mario Romay le comunica a Gildo Insfrán, quien por aquel entonces era el gobernador de la provincia, su propuesta de poner un equipo formoseño en la máxima categoría del básquetbol argentino.
La idea era comprar la plaza del Torneo Nacional de Ascenso que el Club La Unión de Colón, Entre Ríos, tenía en venta, sin embargo, el reglamento de la Asociación de Clubes de Básquetbol prohibía la compra de plazas de equipos no pertenecientes a su estructura, por lo que se propuso una alianza entre el Club Estudiantes de Formosa, que en aquel entonces militaba en la Primera Nacional B, tercera categoría del básquet profesional.
El nombre "La Unión" fue elegido para representar a todos los clubes formoseños de este deporte y no solamente a Estudiantes. Se utilizó el mismo criterio al elegir los colores, representativos en la bandera de la Provincia de Formosa.

### Comienzo del básquet
"La U" se conformó y para el TNA 2004-05 armó su primer equipo. Contrató a Daniel Frola como director técnico, y a Oscar Scaraffia como ayudante. 
En el plantel estuvieron el base Fernando Posetto, el escolta Mario Romay, Fabián Barraza y José Fabio como alero.
El primer partido oficial que disputó La Unión fue por la Copa Argentina de Básquet 2004, que por aquel entonces era la pretemporada oficial de la Liga Nacional de Básquet y del Torneo Nacional de Ascenso.
Ese primer encuentro se disputó en Hindú de Resistencia, en la vecina provincia del Chaco, ya que el gobierno provincial de Formosa se encontraba construyendo el estadio Cincuentenario.
| 29 de agosto, 21:30 Copa Argentina 2004 | La Unión de Formosa | 77–98   | Regatas Corrientes |                                             |  |
|                                         |                     |         |                    |                                             |  |
|                                         |                     | Reporte |                    | Árbitros: * Leonardo Mendoza * Fabio Alaniz |  |

La Unión formó con Posetto, Romay, Requejo, Zago y Barrasa en los cinco iniciales, Fabio, Irigoyen, Ayala, Medina y Vilardel fueron los suplentes. Irigoyen con 17 puntos fue el "goleador" de "La U", seguido por Barrasa (13), Requejo (12) y Romay (10).

### TNA y ascenso
El 11 de octubre de 2004 debutó en la temporada 2004/05 del Torneo Nacional de Ascenso con una victoria de visitante ante Quimsa con una gran actuación de Mario Romay quien marcó 18 puntos. Tras una gran primera fase, donde "La U" terminó con tan solo dos derrotas, avanzó al TNA-1, zona para determinar al mejor equipo de la fase regular, logrando así no solo salvar la categoría en su primera participación, sino ser el mejor equipo del torneo al cabo de la primera etapa.
En la segunda etapa, el equipo continuó con los buenos resultados pero mermó un poco en la efectividad, sin embargo y con 9 victorias y 5 derrotas logró ser el mejor equipo de la fase regular. Este primer lugar le aseguraba jugar todos los partidos con ventaja de localía.
Ya en la etapa de play-offs, La Unión se enfrentó en semifinales a Estudiantes de Bahía Blanca, al cual venció en cinco juegos. Ya en la final por un ascenso, se enfrentó a Quimsa, al cual derrotó en cinco juegos. Con esa victoria, el elenco se convirtió en el primer equipo formoseño en disputar una máxima división nacional en el baloncesto profesional.[cita requerida]
Tras lograr el ascenso, solamente restó jugar una serie ante Ciclista Juninense para definir al campeón de la temporada. Jugando primero como local, definió la serie en cuatro juegos y festejó como visitante el título, logrando así su primer lauro en el básquet.

### Primer pase por la Liga Nacional
Luego de disputar la Copa Argentina de Básquet 2005 sin grandes resultados, debutó en la Liga Nacional ante Belgrano de San Nicolás con una derrota como visitante. Tras la primera fase, La Unión terminó último con tan solo dos victorias sobre 14 partidos. La segunda fase tampoco fue tan buena, y con 6 victorias sobre 30 partidos finalizó nuevamente último y perdió la categoría cuatro fechas antes del cierre de la misma.

### Tras tres años, nuevo ascenso
Tras el breve paso por la Liga Nacional, rápidamente se puso en marcha para volver, y tras la Copa Argentina de ese año, "La U" debutó ante la Asociación Española de Charata con victoria. Tras la primera fase donde terminó entre los primeros y clasificando al TNA-1, tuvo una segunda fase mala, terminando entre los últimos cuatro del grupo y debiendo jugar los octavos de final. Tras vencer a Alma Juniors en octavos, cayó en cuartos de final ante Pedro Echagüe y terminó su participación.
En su segunda temporada consecutiva en el TNA, tercera en total, La Unión cambió de entrenador. Tras tres años, Daniel Flora fue reemplazado por Víctor Daitch. El equipo nuevamente clasificó al TNA-1, y tras terminar entre los cuatro peores, avanzó a la reclasificación donde enfrentó Echagüe de Paraná, cuadro que lo eliminó de la competencia en cuatro partidos.
Para la temporada 2008/09 cambió nuevamente el técnico, pasando a ser Gabriel Piccato el nuevo entrenador. A falta de tres fechas accedió nuevamente al TNA-1 y tras competir contra Unión de Sunchales y San Martín de Corrientes, terminó tercero y accedió a cuartos de final. En cuartos de final eliminó a San Martín de Marcos Juárez en cuatro juegos y en semifinales eliminó a San Martín de Corrientes. La final fue contra el mejor de la fase regular, Unión de Sunchales, al cual derrotó en tres juegos y así logró volver a la máxima categoría.

### Segundo paso por la Liga Nacional
Para su retorno a la máxima categoría, La Unión contrato a David Jackson, que había sido el MVP de la pasada temporada regular en la divisional. 
Tras disputar la Copa Argentina y quedar en segunda fase, el equipo se preparó para la Liga Nacional con el objetivo de salvar la categoría. Con grandes actuaciones logró siete victorias y siete derrotas, y estuvo cerca de clasificar al Súper 8 por primera vez en su historia, sin embargo, quedó afuera por diferencia de tantos. Durante la segunda fase, el equipo se consolidó y logró dieciséis victorias, lo que lo ubicó séptimo y clasificado a los play-offs. En la reclasificación fue eliminado por Lanús en cinco juegos, sin embargo logró mantenerse en la máxima división.
En la siguiente temporada obtuvo nuevamente muy buenos resultados, estuvo cerca del Súper 8 y en la fase regular quedó quinto, accediendo nuevamente a la reclasificación, donde se enfrentó con Ciclista Olímpico. Tras vencer al equipo santiagueño, fue eliminado por Atenas en cuatro juegos. En la temporada 2011/12 mermó su nivel y quedó eliminado en la reclasificación.

### Liga de las Américas
En el 2012 participa por primera vez en un certamen internacional. Tras la baja de varios equipos a la Liga de las Américas 2012 debido a los altos costos económicos, la Asociación de Clubes decidió invitar a otros equipos para llenar los cupos que tenía Argentina en ese torneo. La Unión decidió aceptar la invitación e integró el grupo A.
El 24 de febrero debutó ante Fuerza Regia de Monterrey en Cancún, México, con una victoria 73 a 98. Tras vencer al Franca BC brasilero y caer con el local Pioneros de Quintana Roo, avanzó como segundo de grupo a las semifinales. Las semifinales se jugaron en Venezuela, donde el equipo formoseño compartió grupo con Cocodrilos de Caracas, UniCEUB BRB y Capitanes de Arecibo. Con dos victorias y una derrota accedió al "final four" y además, FIBA Américas decidió organizarlo en el Estadio Cincuentenario, con lo cual, el equipo jugaba de local.
Tras caer nuevamente ante Pioneros de Quintana Roo, venció a Obras Sanitarias y llegó al último partido con posibilidades de campeonar, para eso, tenía que ganar su partido y que Obras gane el propio, y así, por haber superado al equipo "tachero" en la segunda fecha, "La U" sería campeón. Sin embargo, tras la derrota del equipo argentino a manos de Pioneros, jugó contra UniCEUB buscando cerrar su participación con una victoria, hecho que se consumó y así terminó como subcampeón de América.

### Subcampeonato nacional y nueva participación internacional
Tras la primera fase, el equipo terminó en el penúltimo puesto y no clasificó al Torneo Súper 4. La Unión tuvo una gran levantada en la segunda fase, terminado segundo en la conferencia norte y logró clasificar directamente a la semifinal de la conferencia norte, en la que se enfrentó a Regatas Corrientes. Tras ganar 3-1 al equipo correntino, avanzó a la final de la conferencia en la que se enfrentó a Ciclista Olímpico, el mejor equipo en la fase regular, a quien le ganó la serie 3-2, jugando el último como visitante, ganado así la conferencia norte y llegando por primera vez en su historia a la final de La Liga. En esa instancia se enfrentó con San Lorenzo de Buenos Aires, equipo que ganó la serie 4 a 0 y La Unión obtuvo el subcampeonato de la liga y accedió a la Liga de las Américas 2017.
Entre el 20 y 22 de enero de 2017 disputó la primera fase de la Liga de las Américas en Mexicali, México. Allí integró el grupo A junto con los locales Soles de Mexicali, Aguada de Uruguay y Correcaminos de Colón de Panamá. En el primer encuentro venció al equipo uruguayo 87 a 76 y en el segundo partido al equipo panameño 84 a 77, llegando al tercer y último partido cerca de clasificar. Ante Soles tuvo dos posibilidades de clasificar, ganando se aseguraba el primer puesto del grupo y perdiendo hasta por 15 accedía a las semifinales. Finalmente cayó por 9 (80 a 71) y se aseguró un puesto en la segunda fase. En la segunda ronda el equipo integró el Grupo E, en Monterrey, México, donde se enfrentó a Fuerza Regia Monterrey de México, Guaros de Lara de Venezuela y Soles de Mexicali de México. En la primera jornada cayó ante Fuerza Regia 93 a 72, en el segundo partido perdió ante Guaros de Lara 82 a 72 y en la última jornada venció a Soles de Mexicali (77 a 76) y terminó tercero del grupo.
En la temporada 2016-17 de la Liga Nacional La Unión cerró la primera fase con 9 victorias en 18 partidos, y en la segunda fase con 13 victorias en 25 partidos, penúltimo de la conferencia y fuera de los play-offs.
De cara a la temporada 2018-2019 se contrató a Gabriel Piccato como entrenador principal, marcando así su retorno a la institución tras la temporada 2013-14, y además siendo este su tercer ciclo al frente de la misma.

## Instalaciones

### Estadio cincuentenario
En sus comienzos, el equipo utilizaba las instalaciones del Club Estudiantes de Formosa. En la actualidad se utiliza el Estadio Cincuentenario de Formosa, perteneciente a la Provincia y uno de los más modernos del país.
El Estadio fue inaugurado en el 2007 con capacidad para 4500 personas y expansible a 6000.

## Plantel y cuerpo técnico

### Mercado de Invierno 2025
| Altas              | Altas      | Altas                      |
| Jugador            | Posición   | Procedencia                |
| ------------------ | ---------- | -------------------------- |
| Guillermo Narvarte | Entrenador | Peñarol                    |
| Jonatan Machuca    | Base       | União Corinthians          |
| Mariano Marina     | Base       | Deportivo Viedma           |
| Tomás Spano        | Escolta    | Ferro                      |
| Tommy Nuno         | Alero      | Halcones de Ciudad Obregón |
| Alexis Elsener     | Alero      | Halcones de Ciudad Obregón |
| Franco Alorda      | Ala-pívot  | San Lorenzo                |
| Sebastián Acevedo  | Ala-pívot  | San Martín                 |

| Bajas             | Bajas      | Bajas                 |
| Jugador           | Posición   | Destino               |
| ----------------- | ---------- | --------------------- |
| José Luis Pisani  | Entrenador | Libre                 |
| Jeremías Sandrini | Base       | Argentino de Junín    |
| Federico Harina   | Escolta    | Villa Mitre           |
| Romeao Ferguson   | Escolta    | Mineros de Zacatecas  |
| Manuel Rodríguez  | Alero      | Racing Club Chivilcoy |
| Rodrigo Sanchez   | Ala-pívot  | Pico FC               |

## Jugadores destacados
- Mario Romay (2004-2007) - (2008)
- Darío Mansilla (2005-2007)
- Ariel Zago (2007-2013)
- Ariel Pau (2007-2012)
- David Jackson (2009-2010)
- Jason Osborne (2009-2010)
- Gabriel Mikulas (2010-2012)
- Rubén Wolkowyski (2011-2013)
- Federico Aníbal Juan Marín (2011-2013) - (2017-2024)
- Kyle Lamonte (2012)

## Entrenadores
| #  | Ciclo | Entrenadores       | Mandatos  | Premios / Campeonatos                 | R      |
| #  | Ciclo | Entrenadores       | Mandatos  | Colectivos                            | R      |
| -- | ----- | ------------------ | --------- | ------------------------------------- | ------ |
| 1  |       | Daniel Flora       | 2004-2007 | TNA 2004-05                           |        |
| 2  |       | Víctor Daitch      | 2007-2008 |                                       |        |
| 3  |       | Gabriel Piccato    | 2008-2013 | TNA 2008-09                           |        |
| 4  |       | Gonzalo García     | 2013      |                                       |        |
| 5  |       | Carlos Romano      | 2013      |                                       |        |
| 6  |       | Javier Bianchelli  | 2014      |                                       |        |
| 7  |       | Fabio Demti        | 2014-2015 |                                       |        |
| 8  |       | Guillermo Narvarte | 2015-2017 | Campeón Conferencia Norte LNB 2015-16 |        |
| 9  |       | Leandro Ramella    | 2017-2018 |                                       |        |
| -  | 2°    | Gabriel Piccato    | 2018-2019 |                                       |        |
| 10 |       | Daniel Cano        | 2019-2022 |                                       |        |
| 11 |       | Sebastián Ginóbili | 2022-2024 |                                       |        |
| 12 |       | José Luis Pisani   | 2024-2025 |                                       |        |
| -  | 2°    | Guillermo Narvarte | 2025-act. |                                       | [ 36 ] |

## Datos de la institución
En torneos nacionales
- Temporadas en primera división: 17 (2005-06 y 2009-10 en adelante.)
  - Mejor puesto en la liga: subcampeón (campeón Conferencia Norte) (2015-16)
  - Peor puesto en la liga: 16.° (último) (2005-06)
- Temporadas en segunda división: 4 (2004-05 y 2006-07 a 2008-09)
  - Mejor puesto en la liga: Campeón (2004-05 y 2008-09)
  - Peor puesto en la liga: Reclasificación (2007-08)
- Participaciones en copas nacionales
  - Participaciones en Copa Argentina: 7 (2004 a 2010)
    - Mejor puesto en copa: Subcampeón (2010)
    - Peor puesto en copa: Eliminado en primera fase (2004, 2005, 2006, 2007, 2008)

  - En Torneo Súper 20: 1 (2017)
    - Mejor puesto: 2.° del grupo, eliminado en cuartos de final.

En torneos internacionales
- Participaciones en Liga de las Americas:  2 (2012 y 2017)
  - Mejor puesto en torneo: Subcampeón (2012)

## Palmarés
Campeón del TNA 2004-05.

 Campeón del TNA 2008-09.
Subcampeón de la Liga Nacional de Básquet 2015-16